# Валутна криза
За валутна криза се говори, когато са налице сериозни съмнения дали Централната банка на дадена държава разполага с достатъчно валутни резерви, за да поддържа фиксирания обменен курс. Кризата често е придружена от спекулативни атаки на чуждестранния валутен пазар. Валутна криза се получава в резултат на хроничен дефицит в платежния баланс и затова е наричана още криза на платежния баланс. Често такава криза кулминира в девалвация на националната валута.
Валутната криза е вид финансова криза и често се свързва с реална икономическа криза. При наличието ѝ се повишава вероятността от банкова криза или неспособност за изплащане на задължения. По време на такава криза стойността на чуждестранния деноминиран дълг нараства драстично поради намаляването стойността на местната валута. Финансовите институции и правителството се опитват да изпълняват дълговите си задължения, което може да предизвика икономическа криза. Отраженията са и в друга посока. Вероятността от паричната криза се увеличава, когато страната е изправена пред банкова или дългова криза. За да компенсира щетите от банковата или дълговата криза Централната банка често започва да печати повече пари, което може да намали валутните резерви до точката, когато фиксиран обменен курс не може да бъде поддържан. Връзката между валутна, банкова и дългова криза увеличава възможността за двойна или дори тройна кризи, излизането от които коства големи икономически разходи на всеки субект. 